# Сакчагёзю
Сакчагёзю (тур. Sakçagözü) — деревня в ильче Нурдагы (тур. Nurdağı) ила Газиантеп. Вокруг деревни начиная с конца XIX века проводятся археологические раскопки памятников хеттской цивилизации, а также различных культур каменного века. Среди известных археологов, работавших в Сакчагёзю — Карл Хуманн, сделавший некоторые открытия в 1883 году, и Джон Гарстанг, производивший раскопки в 1907—1912 гг.
Сакчагёзю также известна в интернете и научной литературе под огромным количеством схожих имен. Встречаются Sakcagöz, Sakça Gözü и даже Sakje Geuzi; а в русской транскрипции, Сакчагёзе, Сакча-Гёзю, Сакче-Гёзю, Сакдже-Гёзю, Сакче-Гёзи и т.д. и т.п.